# Forstbotanischer Garten Eberswalde

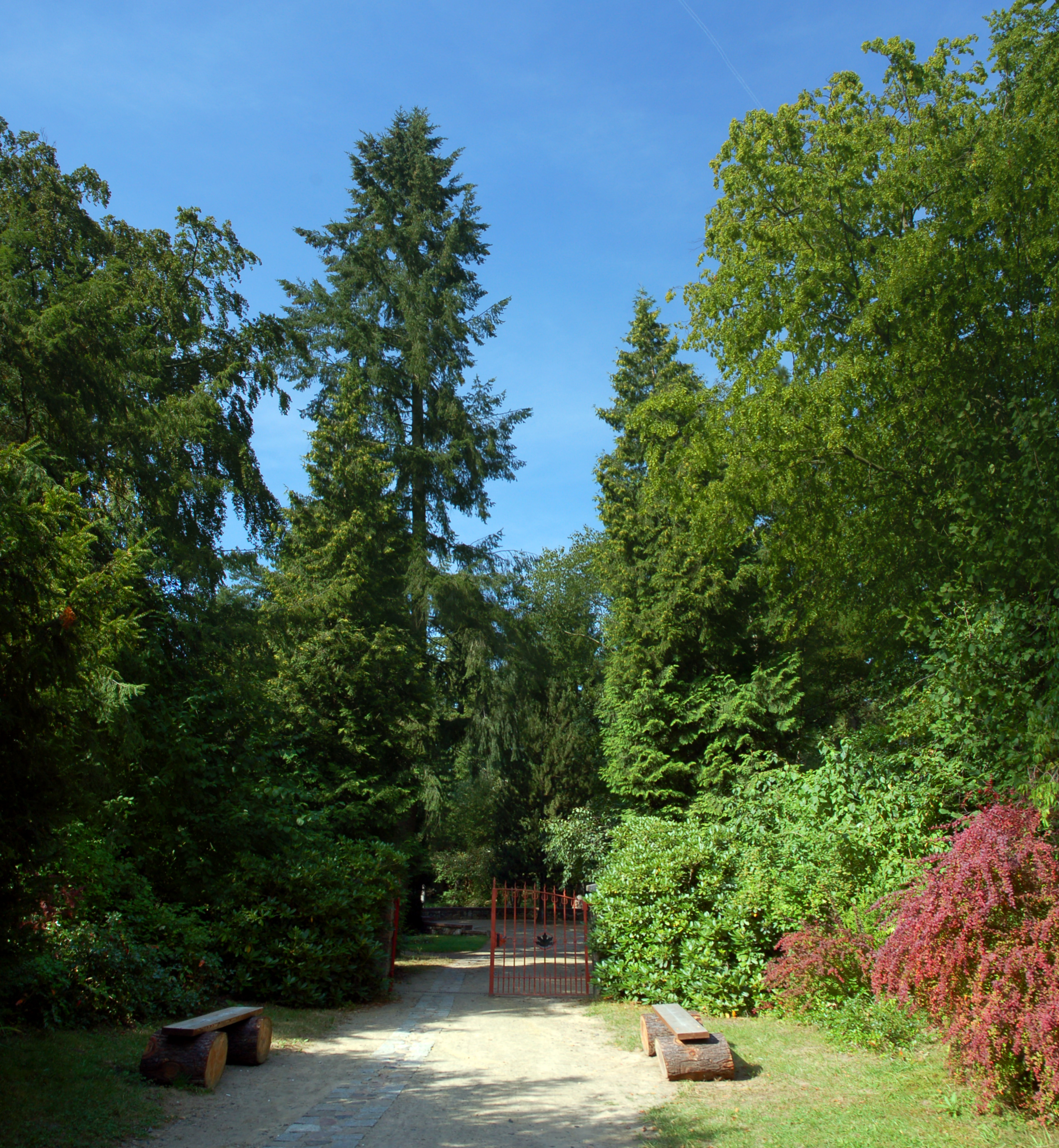
Eingang zum Forstbotanischen Garten

Der Forstbotanische Garten Eberswalde liegt am südlichen Stadtrand (am Zainhammer, einer ehemaligen Schmiede) und gehört zur Hochschule für nachhaltige Entwicklung Eberswalde.

## Geschichte
Er wurde 1830 mit der damaligen Königlichen Preußischen Höheren Forstlehranstalt in Eberswalde gegründet. Der Forstwissenschaftler Friedrich Wilhelm Leopold Pfeil (1783–1859) beschloss mit Unterstützung von Wilhelm von Humboldt, die Forstakademie von Berlin nach Eberswalde zu verlegen. Der Garten beinhaltet einheimische und fremdländische Gewächse und dient als Lehrgarten für die Forststudenten. Die erste Anlage (genannt Pfeil's Garten) befindet sich gegenüber dem heutigen Haupteingang im Wald. 
Unter Forstinspektor Bernhard Danckelmann (1831–1901) erfolgte von 1868 bis 1874 die Anlage des heutigen 8 ha großen Gartens. Ihm zu Ehren wurde am 10. August 1905 ein Denkmal des Bildhauers Fritz Heinemann enthüllt.

## Sammlung
Im Forstbotanischen Garten sind über 1200 Sippen an verholzenden Pflanzen angepflanzt. Diese Sträucher und Bäume sind in Deutschland heimisch oder stammen aus vielen Ländern der Welt, besonders aus Nordamerika und Ostasien. Es gibt auch viele krautige Heil- und Gewürzpflanzen in diesem Garten.